# 360037 Robertson
360037 Robertson è un asteroide della fascia principale. Scoperto nel 2011, presenta un'orbita caratterizzata da un semiasse maggiore pari a 3,143672 UA e da un'eccentricità di 0,088426, inclinata di 10,195452° rispetto all'eclittica.